# Gourgançon
Gourgançon je francouzská obec v departementu Marne v regionu Grand Est. Žije zde 146 obyvatel.

## Geografie
Obec leží u hranic departementu Marne s departementem Aube.

### Sousední obce
| Růžice kompasu |              | Euvy         | Connantray-Vaurefroy | Růžice kompasu |
| Růžice kompasu | Corroy       | Sever        | Semoine (Aube)       | Růžice kompasu |
| Růžice kompasu | Corroy       | Gourgançon   | Semoine (Aube)       | Růžice kompasu |
| Růžice kompasu | Corroy       | Jih          | Semoine (Aube)       | Růžice kompasu |
| Růžice kompasu | Faux-Fresnay | Salon (Aube) |                      | Růžice kompasu |